# Symplocos odoratissima
Symplocos odoratissima är en tvåhjärtbladig växtart som först beskrevs av Bi., och fick sitt nu gällande namn av Jacques Denys Denis Choisy och Heinrich Zollinger. Symplocos odoratissima ingår i släktet Symplocos och familjen Symplocaceae. Utöver nominatformen finns också underarten S. o. wenzelii.